# Leroy Barnes
Leroy Nicholas "Nicky" Barnes, soprannominato dai media Mr. Untouchable (New York, 15 ottobre 1933 – New York, 18 giugno 2012), è stato un mafioso e collaboratore di giustizia statunitense.
Tra i signori della droga più influenti nella tratta dell'eroina di Harlem (New York) durante gli anni settanta, è stato il fondatore del cartello criminale afroamericano per la gestione dello spaccio noto come Il Consiglio attivo nello stesso periodo.
Nel 2007 è stato pubblicato il libro autobiografico Mr. Untouchable, scritto insieme a Tom Folsom, accompagnato da un documentario DVD dallo stesso titolo. Il medesimo anno la sua persona è stata rappresentata dall'attore Cuba M. Gooding Jr. nel film, incentrato su Frank Lucas (interpretato da Denzel Washington), American Gangster.
Vissuto per oltre trenta anni sotto uno stretto programma di protezione per aver collaborato con le autorità statunitensi allo smantellamento del traffico di droga a New York, Barnes muore nel 2012 a causa di una neoplasia, ma la notizia viene diffusa soltanto nel 2019, come riportato da diverse fonti giornalistiche.

## Biografia
Leroy Nicholas Barnes nacque ad Harlem, un quartiere di Manhattan (New York), il 15 ottobre del 1933 in una modesta famiglia afroamericana. Fu un ottimo studente e lasciò il tetto familiare in giovane età per fuggire dal padre violento e alcolizzato, a seguito di cui cominciò a spacciare droga per mantenersi, facendone saltuariamente uso egli stesso. Barnes divenne infatti dipendente dall'eroina per alcuni anni, finché non finì in prigione nel 1965 per spaccio di droga a basso livello, dove riuscì a vincere la propria dipendenza.
Nel penitenziario conobbe "Crazy" Joe Gallo, un membro di spicco della Famiglia Colombo, e Matthew Madonna, un trafficante di eroina per conto della Famiglia Lucchese. Gallo desiderava estendere la propria presenza nel mercato dell'eroina di Harlem, ma non possedeva il personale necessario nell'area, abitata principalmente dalla comunità afroamericana. Si ritiene che Gallo possa aver passato le sue conoscenze sul traffico di droga e sulle organizzazioni criminali a Barnes, chiedendogli d'assemblare un gruppo criminale come suo "associato". Quando Gallo fu rilasciato di prigione, fornì un avvocato a Barnes, che riuscì a farlo rilasciare per un errore tecnico. Quando tornò a New York, Barnes cominciò a reclutare il personale, oltre che a tagliare e impacchettare l'eroina.

### Il consiglio (The Council)
(EN) Fathi Sharif, Mr. Untouchable - The Nicky Barnes story, su YouTube. URL consultato il 10.06.2019.
Nel 1972, per accordarsi più efficientemente con gli altri gangsters afroamericani di Harlem, Barnes fondò Il Consiglio, un'organizzazione composta da sette uomini, Barnes, Joseph "Jazz" Hayden, Wallace Rice, Thomas "Gaps" Foreman, Ishmael Muhammed, Frank James e Guy Fisher, creato sul modello organizzativo della famigerata Commissione di Cosa Nostra statunitense, che risolvevano i problemi legati alla distribuzione ed al traffico di droga, oltre quelli legati alle dispute di competenza delle varie bande attive sul territorio, formando appunto un consiglio.
Nel 1976, le operazioni di Barnes si estesero in tutto lo stato di New York, in Pennsylvania e persino in Canada. Secondo la Drug Enforcement Administration (DEA), le attività criminali di Barnes si basavano su sette luogotenenti, che si servivano a loro volta di una dozzina di distributori di medio livello, che rifornivano circa 40 distributori di strada ognuno.
Barnes istituì diverse società di copertura per proteggere i propri beni, affiliandoli alle stesse. Alla fine, la DEA scoprì la vera proprietà dei beni e sequestrò diverse auto di lusso. Al culmine della sua attività criminale, il patrimonio netto di Barnes raggiunse la cifra di oltre 50 milioni di dollari. Un articolo del New York Times stimò che Barnes acquistò centinaia di abiti su misura d'alta sartoria, scarpe italiane, cappotti e gioielli per un valore di oltre 7 milioni di dollari. In questo periodo Barnes divenne il re del narcotraffico di Harlem, guadagnandosi poi il soprannome di Mr. Untouchable ("Signor Intoccabile") dopo aver evitato numerose accuse e arresti. Si ritiene che quando era posto sotto sorveglianza, Barnes avesse fatto soste inutili e inseguimenti ad alta velocità senza alcuno scopo, se non quello disturbare quelli che lo seguivano.
Il consiglio si servì anche di killer a contratto, come Robert Young, anche conosciuto come Willie Sanchez.

### Arresto e condanna
Il 5 giugno 1977, il New York Times pubblicò un articolo, intitolato appunto Mr. Untouchable, con Barnes in copertina. La disinvolta postura di invulnerabilità assunta mediaticamente da Barnes fece addirittura infuriare l'allora Presidente Jimmy Carter, che ordinò al Procuratore Generale degli Stati Uniti d'America, Griffin Bell, di perseguire Barnes con la massima estensione della legge. Il Dipartimento di Giustizia riuscì alla fine ad incriminare Barnes per capi d'accusa legati al traffico di droga, condannandolo alla pena detentiva a vita il 19 gennaio del 1978. Il procuratore capo fu Robert B. Fiske.

### Prigione
Secondo Barnes, mentre era in prigione scoprì che i suoi beni non erano più mantenuti e che Il Consiglio aveva smesso di pagargli le parcelle degli avvocati. Barnes seppe inoltre che uno dei membri del Consiglio, Guy Fisher, si stava intrattenendo con la sua amante prediletta, cosa rigorosamente proibita dalle regole stesse del Consiglio. In risposta a ciò, Barnes divenne un informatore federale, fornendo una lista di 109 nomi, cinque dei quali appartenenti al Consiglio, compresa la sua amante, collegandoli tutti ad attività criminali legate al traffico di eroina. Aiutò attivamente inoltre ad incriminare 44 trafficanti, 16 dei quali furono condannati. Nella sua testimonianza, si implicò in 8 omicidi.
In prigione, Barnes vinse una competizione nazionale di poesia per carcerati, conseguì un diploma universitario con lode e insegnò a diversi compagni l'inglese.

### Rilascio e vita dopo la prigione
Dopo che Barnes cooperò con il governo lavorando come informatore, l'allora sindaco di New York Rudolph Giuliani commutò l'ergastolo in una condanna dal quale fu rilasciato nell'agosto del 1998, dopo che guadagnò due mesi lavorando in prigione.
Barnes diventò parte del programma federale di protezione testimoni degli Stati Uniti. Pubblicò nel 2007 le sue memorie nel libro Mr. Untouchable: My Crimes and Punishments e apparse in un documentario dal titolo Mr. Untouchable (2007).